# Саєнко Андрій Степанович
Андрій Степанович Саєнко  (26 жовтня 1962, м. Сміла, Черкаська область, УРСР — †20 лютого 2014, Київ, Україна) — підприємець, громадський активіст, активіст Євромайдану. Герой України.

## Біографія
Працював електромонтером у Фастові. Займався вільною боротьбою. Від 2000 р. приватний підприємець.
Був активним громадським діячем, учасником «Помаранчевої революції» 2004 року, а також податкового Майдану 2010 р.
Залишились два сини, дружина, мати.

## На Майдані
Андрій був бійцем Сьомої Сотні Самооборони Майдану, а також у Самообороні м. Фастова.
Загинув 20 лютого 2014 року від кульового поранення. Разом з групою інших протестувальників прикривав відхід основної частини майданівців під час першого наступу на позиції «Беркуту» того дня. Отримав смертельне поранення у 9:08 на пішохідному переході біля готелю «Україна».

## Вшанування пам'яті
Похорон відбувся на 22 лютого, похований на Інтернаціональному кладовищі у м. Фастів. На будинку, де він жив, встановлено меморіальну дошку. Також, у місті Фастові його ім'ям названо вулицю та провулок.

### Нагороди
- Звання Герой України з удостоєнням ордена «Золота Зірка» (21 листопада 2014, посмертно) — за громадянську мужність, патріотизм, героїчне відстоювання конституційних засад демократії, прав і свобод людини, самовіддане служіння Українському народу, виявлені під час Революції гідності[2]
- Медаль «За жертовність і любов до України» (УПЦ КП, червень 2015) (посмертно)[3]